# 正常化
正常化（せいじょうか）とは、より正常な状態にして行くあらゆる過程のこと。典型的には、何らかの秩序やルールがある状態にしていくこと、あるいは、異常な状態から回復すること。様々な領域で特定の意味を有する。政治や思想などの問題では、何をもって正常とするかでしばしば対立が起こる。

## 国会における正常化
国会で審議が止まった状態から復帰すること。与党の強行採決や醜聞、野党の審議拒否などが「異常」の主たる原因となる。

## 外交における正常化
ある国家を正式に承認し、正式に政府間レベルでの国交を樹立して正常な国交関係を開始して行くことを指す。または、戦争や革命などで不正常な国交関係となってしまった国家との間で正式に政府間レベルでの国交を回復し、正常な国交関係を開始して行くことを指す。
- 日中国交正常化
- 日韓国交正常化
- 日朝国交正常化

## 教育における正常化

### 大学紛争における正常化（1960～70年代）
1960年代末期に全国の大学で全共闘運動の高揚に伴い、学生が大学当局と制度や教育のあり方を巡って対立し、ストライキや集団交渉（団交）のために授業や研究活動が停止する事例が相次いだ（大学紛争）。この異常事態に対して、学生側が大学当局と合意の上和解し、授業や研究活動が再開されることを「正常化」と呼んだ。1969年に制定された大学の運営に関する臨時措置法にも「大学における教育及び研究の正常な実施」（第1条）という表現が見られる。
こうした「正常化」は、全共闘と対立する日本民主青年同盟や学生運動に消極的な学生（いわゆる「ノンポリ学生」）の主導で行われることが多かったため、全共闘や新左翼セクトの側からは「正常化」という言葉は軽蔑・揶揄的なニュアンスで用いられた。
1970年代に入ると学生運動は徐々に下火になり、大部分の大学が「正常化」されたため、この言葉が使用されることは次第になくなった。

### 戦前教育回帰論における正常化（2000年代）
戦後教育を「異常」とする立場から1947年以前への復帰が、主に保守・右翼によって主張される。古くは1973年に自由民主党の若手右派議員で結成された青嵐会の趣意の中に「国民道義の高揚を図るため、物質万能の風潮を改め、教育の正常化を断行する。」という一節があるが、こうした主張が論壇などの中で目立つようになってきたのは2000年代になってからである。一例としては、中西輝政編『教育正常化への道 英国教育調査報告』（2005年、PHP研究所）など。現実的な改革論ではない場合が多く、戦後民主主義教育をイデオロギー的に全否定すべき存在と認識しているために「正常化」の語を使っていると言える。従って、「異常」とされた側からは「弾圧」「民主主義の否定」と批判される場合が多い。
中西の編著は自由民主党、民主党議員がイギリスのサッチャー政権の教育政策を範として渡英した「英国教育調査団」の報告をまとめたものだが、安倍晋三も調査団に名を連ねていた。安倍政権が教育基本法改正を強行したのは、教育正常化の強い意欲があったからとされる。
具体的な内容としては、次が挙げられる。
- 愛国心を教育すること。
  - グローバリゼーションとの齟齬が指摘されている。
- 国旗・国歌を尊重すること。
  - しばしば教育委員会・校長・教頭による崇敬・斉唱強要事件が起こり、思想及び良心の自由に対する侵害（日本国憲法第21条違反）と指摘されている。
- 「自虐史観」に基づく教育基本法の改正、歴史教科書の是正など。
  - 世界的に日本国・日本政府・日本人の歴史認識問題が指摘・非難され、日本国・日本政府・日本人の国際的な名誉・信義の問題に発展している。
- 部落解放同盟や日教組など、「反日」とされる組織の無力化。公務員、特に教職員の労働争議及び政治的行為（政権に敵対する行為に限定されている点に注意）の完全な禁止。
  - 集会・結社・表現の自由に対する侵害（日本国憲法第19条違反）、ストライキ権に対する侵害（日本国憲法第28条違反）と指摘されている。
- ジェンダーフリーなどの「過激な性教育」を禁止すること。
  - 東京都立七生養護学校での「指導」は、教育への不当な介入・支配（教育基本法（旧法）第16条違反）であると断罪された。

## ノーマライゼイション
精神障害・知的障害・身体障害の人たちを実社会・職場・家庭から排除することなく彼らに対する理解や配慮を深めたり社会整備をすることによって脱施設化させていき、そうすることによって彼らと共に生活することこそ人類のあるべき姿であるとする1960年代から欧米で支配的となった社会福祉の概念。日本語訳すると紛れもなく「正常化」であるが、カタカナ語の「ノーマライゼーション」で表記されることが多い。

## その他の「正常化」事例
- 2006年2月、国際捕鯨委員会で、日本など捕鯨解禁派の諸国が「IWC（国際捕鯨委員会）正常化会合」を開催。捕鯨禁止派と激しく対立し、まともな議論さえできない現状を「異常」と認識し、捕鯨再開に向け対話を呼びかけたもの。しかし、アメリカ合衆国など捕鯨禁止派は解禁派による買収などを理由に大半がボイコットした（あるいは双方による第三国の買収合戦になっているとも）。
- 日本銀行によるゼロ金利政策の解除を主張する論者は、「金利の正常化」と表現している。
- 2007年9月1日～9月6日に行われたハンドボールの北京オリンピック予選で、審判にクウェートに有利な判定があったと日本・韓国側は主張した。国際ハンドボール連盟（IHF）はこれを認め、再試合を行う決定を下した。しかし中東諸国は反発し、アジアハンドボール連盟（AHF）は、日本抜きで再試合を拒否する結論を通達したが、再試合は予定どおり行われた。日本側は、再試合の開催を含め、一連の不正の是正を正常化と表現している。
- 異常事態に際し、現状を把握できず、日常的文脈で解釈してしまうことを災害心理学で「正常性バイアス（正常化の偏見）」と呼ぶ。「自分だけは大丈夫」という心理もこの一種とされる。
- 正常化体制 (チェコスロヴァキア) - 1968年にチェコスロバキアで行われたプラハの春以前の状況への回帰を意味する。